# Sangiaccato di Salonicco
Il sangiaccato di Salonicco o di Selanik (in turco ottomano: Sancak-i/Liva-i Selanik; in greco λιβάς/σαντζάκι Θεσσαλονίκης?) era una provincia ottomana di secondo livello (sangiaccato/sanjak o liva) che comprendeva i dintorni della città di Salonicco (in greco Salonica, in turco Selanik) e la penisola calcidica.

## Storia
Dopo la sua conquista finale ottomana contro la Repubblica di Venezia, Salonicco divenne un centro amministrativo del sangiaccato all'interno dell'Eyalet di Rumelia, comprendente la Macedonia centrale tra i fiumi Vardar e Aliacmone, nonché la penisola calcidica.
Nel 1846, come parte delle riforme del Tanzimat, Salonicco divenne il centro di un eyalet separato (Eyalet di Salonicco, e dopo il 1867 Vilayet di Salonicco); di conseguenza il sangiaccato divenne il pasha-sanjak della nuova provincia.
La maggior parte del sangiaccato fu conquistato dalla Grecia nell'ottobre 1912, durante la prima guerra balcanica, mentre le parti settentrionali caddero in mano alla Serbia e oggi fanno parte della Macedonia del Nord.

## Divisioni amministrative
Nel 1912 il sangiaccato comprendeva le seguenti 14 kaza (distretti): Selanik (Salonicco), Kesendire (penisola di Kassandra), Karaferye (Veroia), Yenice Vardar (Giannitsa), Vodina (Edessa), Langaza (Langadas), Gevgelü (Gevgelija), Avret Hişar (Neo Gynaikokastro), Toyran (Star Dojran), Ustrumca (Strumica), Tikoş/Kavadar (Kavadarci), Katerin (Katerini), Aynaroz (Monte Athos) e Karaağaabad.
| Kaza                           | Comuni                             |
| ------------------------------ | ---------------------------------- |
| Avrethisar (centro: Kilkis)    | Centro di Avrethisar, Karadağ      |
| Ayros (centro: Karis)          |                                    |
| Doyran                         | Kaza centrale                      |
| Gevgeli                        | Centro Gevgeli, Nutya              |
| Caterina                       | Leftohori, Kilindir                |
| Karacaova                      |                                    |
| Karaferye                      | Centro Karaferye, agosto           |
| Kesendire (centro: Polyrosis ) | Kaza centrale, Xendire             |
| Langaza                        | Kaza centrale                      |
| Salonicco                      | Vardar, Gelmiriye                  |
| Tikveş (centro: Kavadar)       | Due nayaha                         |
| Strumica                       | Kaza centrale                      |
| Vodina                         | Centro Vodina, Ostrova, Karacaabad |
| Yenice-i Vardar                | Yenice-i Vardar, Karacaabad, Komen |